# 箱根国道
 箱根国道 （はこねこくどう）とは、神奈川県小田原市板橋から足柄下郡箱根町元箱根間の道路となる、現在の国道1号東海道である。ここでは、神奈川県が管理を行っている国道1号直轄外の区間などについても併記する。

## 概要
箱根国道としての区間は次のとおり。
- 起点：神奈川県小田原市板橋（板橋見附交差点）
- 終点：神奈川県足柄下郡箱根町元箱根（元箱根交差点）

神奈川県管理の区間は次のとおり。
- 起点：神奈川県小田原市風祭（箱根口IC）
- 終点：神奈川県足柄下郡箱根町箱根（箱根峠IC）

## 歴史
近代の道路として国道1号東海道の箱根付近での前身となる道路は、1875年（明治8年）に小田原宿上方見附から湯本までを地元住民らの私費により、野澤太七・辻村甚助・今井喜重・福住正兄らの下で建設された、日本初の有料道路となる人力車道を開設したことである。

### 年表
- 1875年（明治8年）5月19日：板橋 - 湯本間に、地元有志の私費で建設した有料の人力車道が開通[1]。
- 1887年（明治20年）：塔ノ沢 - 宮ノ下間に、富士屋ホテルが私費で建設した有料の人力車道が開通[3]。
- 1904年（明治37年）：小涌谷 - 芦之湯間の完成により、宮ノ下経由の板橋 - 元箱根間に道路がつながる[2]。
- 1923年（大正12年）9月1日：関東大震災により、壊滅的な状況となる[4]。
- 1925年（大正14年）7月1日：関東大震災による復旧工事にて、箱根国道が開通する[4]。
- 1931年（昭和6年）11月26日：北伊豆地震により、再び壊滅的な状況となる[5]。
- 1952年（昭和27年）12月4日：新道路法に基づく「路線指定」で、東京都中央区 - 大阪府大阪市北区間の「一級国道1号」として指定される。
- 1965年（昭和40年）4月1日：道路法改正によって一級・二級の別がなくなり「一般国道1号」となる。

## 道路状況

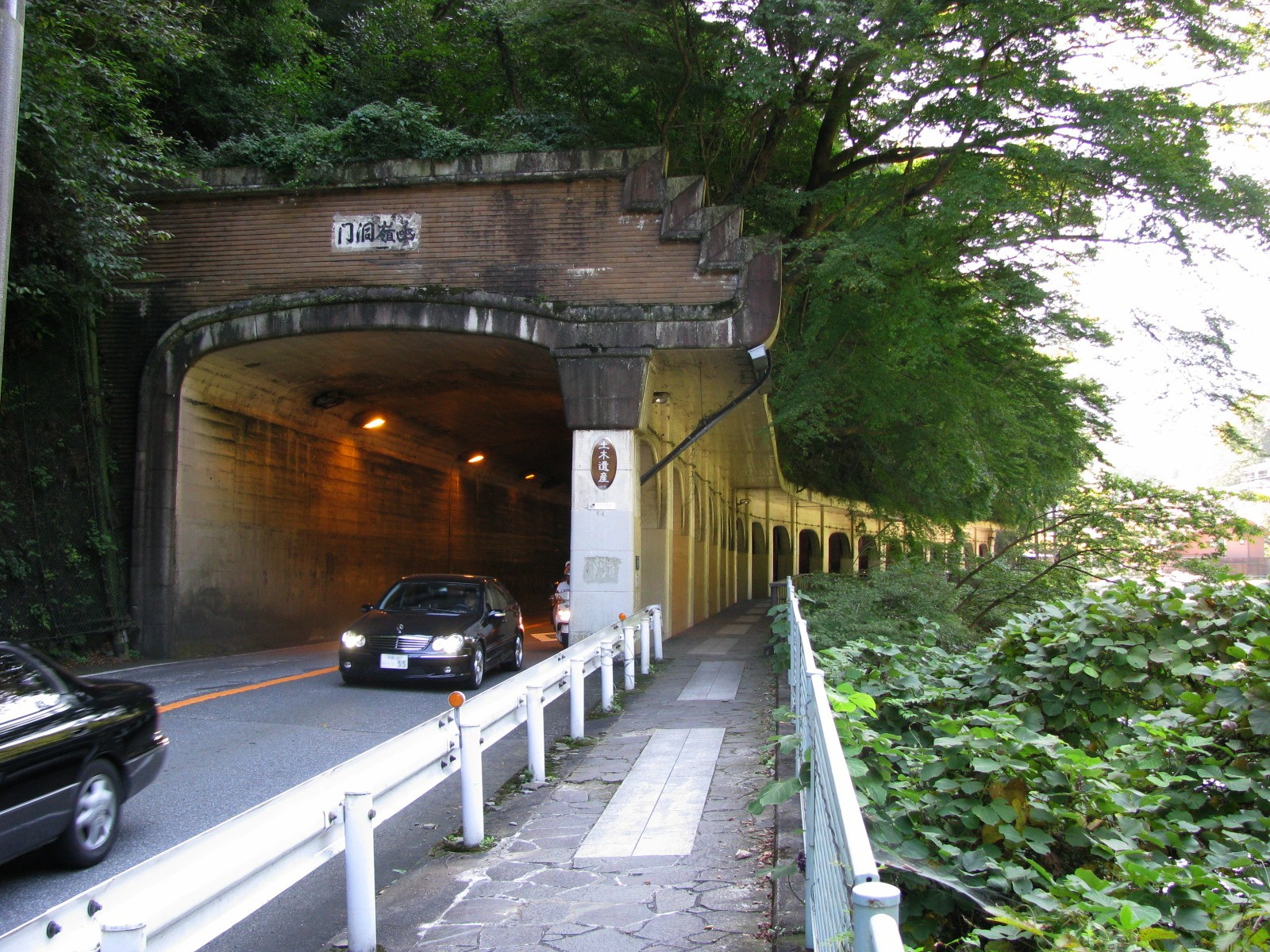
函嶺洞門（2009年9月20日）

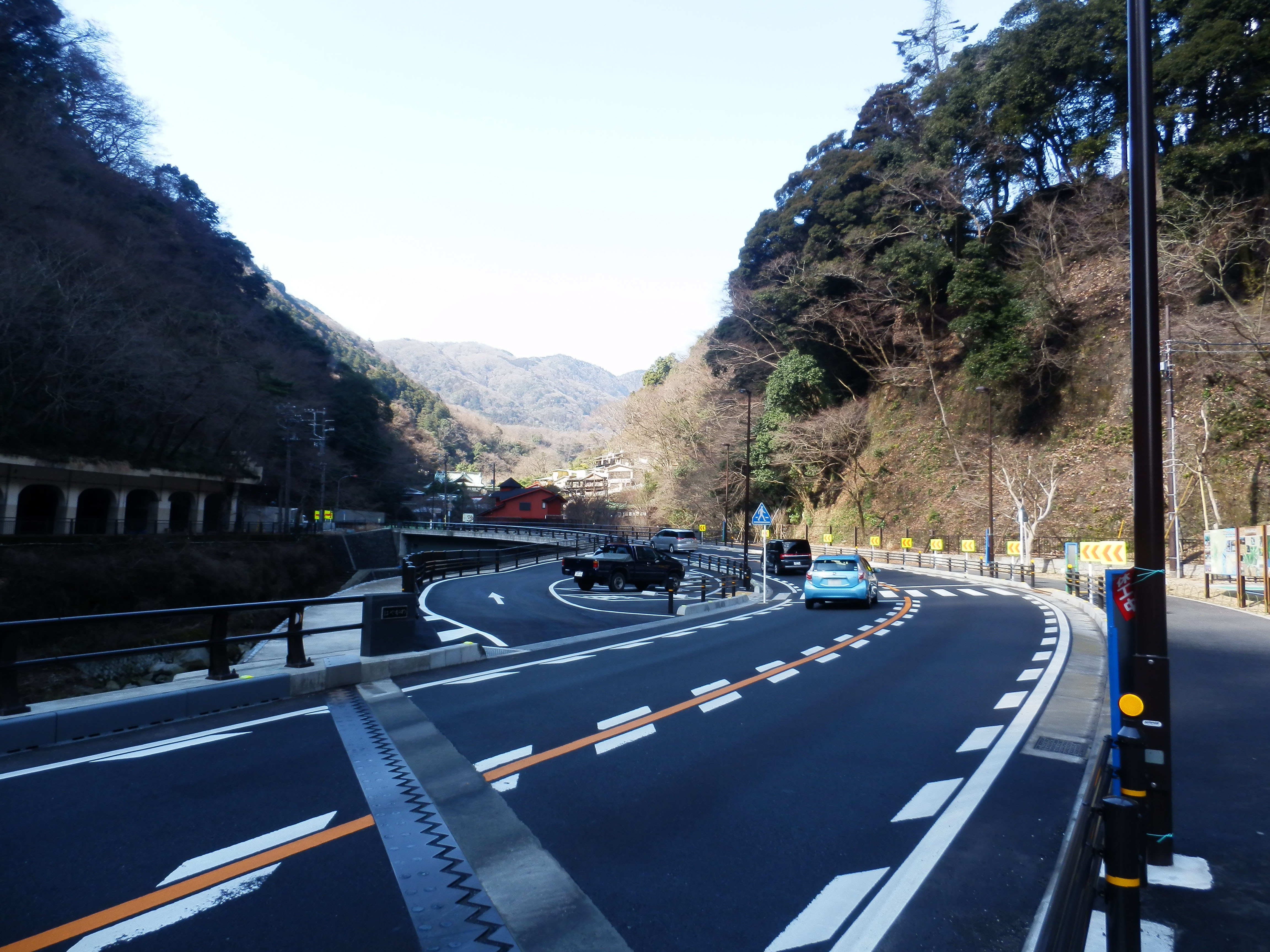
函嶺洞門バイパス
（2015年2月11日）

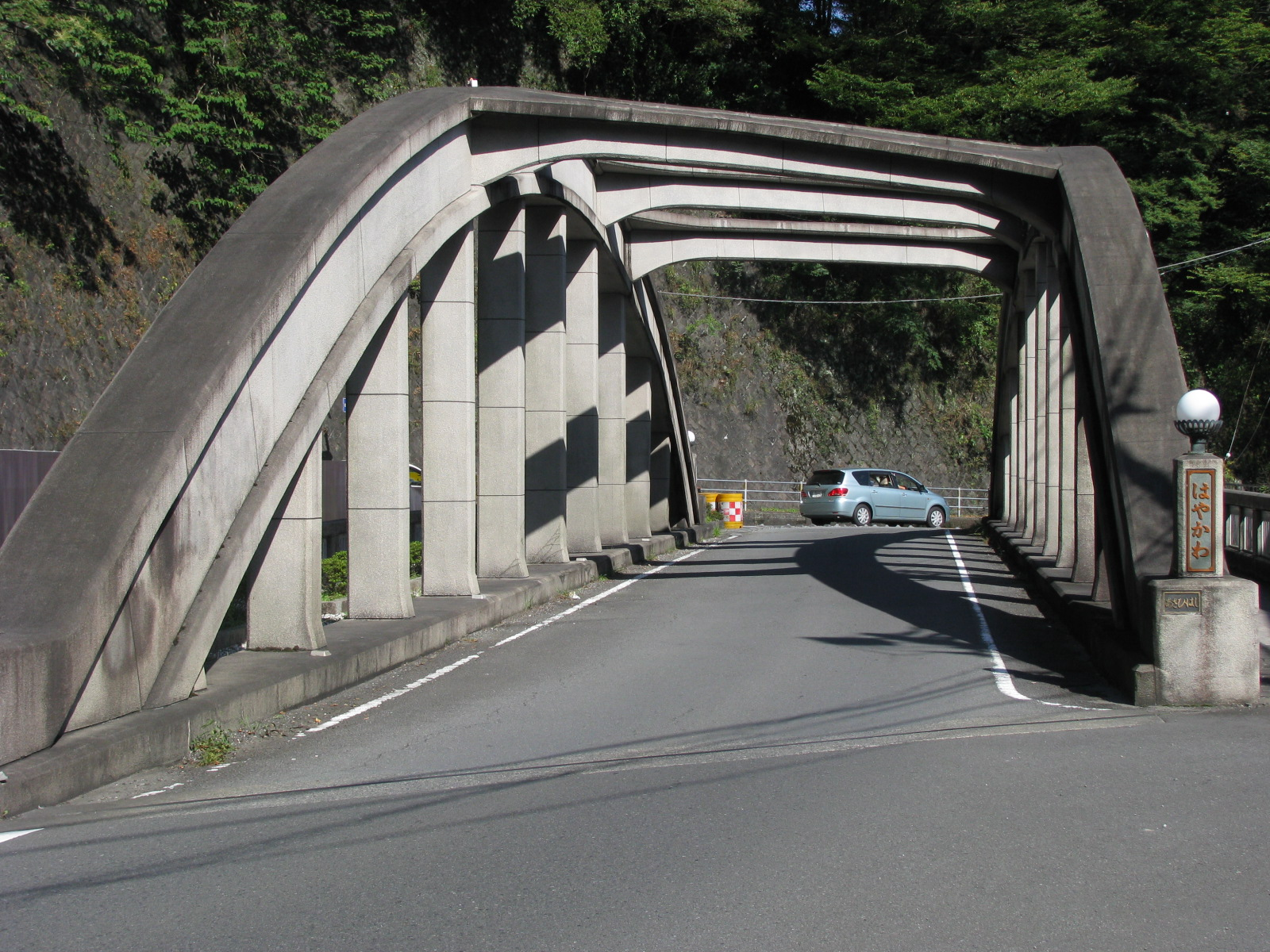
旭橋（2009年9月20日）

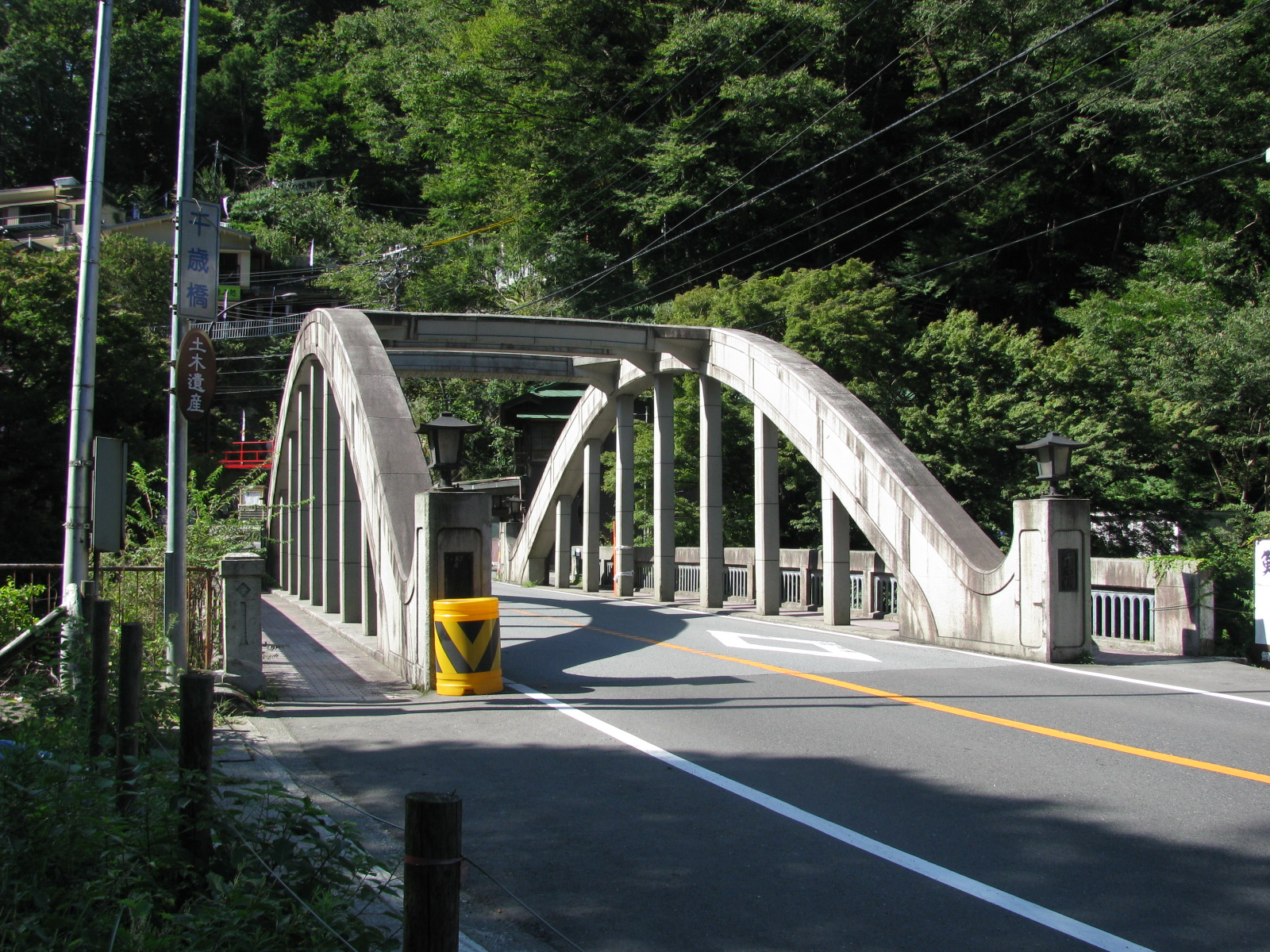
千歳橋（2009年9月20日）

### 重複区間
- 国道138号（小田原市・早川口交差点 - 箱根町・宮ノ下交差点）
- 神奈川県道75号湯河原箱根仙石原線（箱根町・大芝交差点 - 箱根町・箱根関所南交差点）

### 道路施設
函嶺洞門・旭橋・千歳橋は、2005年に土木学会選奨土木遺産として指定され、2015年に国の重要文化財に指定された。

#### 函嶺洞門・函嶺洞門バイパス
函嶺洞門は1930年（昭和5年）4月に工事を着手、1931年（昭和6年）10月に完成した当時では珍しい片側が開口した鉄筋コンクリート構造6連のロックシェッドであり、中国の王宮をイメージした造りとなっている。1931年11月26日に発生した北伊豆地震による落石により一部損壊するが、大きな被害は免れる。なお、函嶺洞門が出来るまでの経路は、間際を流れる早川の対岸へ迂回している道路であった。なお、「函嶺」とは「箱根」の異名である。
函嶺洞門は築造から80年以上が経過し車道幅員も5.8mと狭いことから、神奈川県は2007年（平成19年）から早川に「函嶺もみじ橋（小田原側）」・「函嶺さくら橋（芦ノ湖側）」と命名された橋の建設を含めたバイパス工事に着手。2014年にこれが完成したことから、2014年2月7日をもって函嶺洞門は供用を終了、通行禁止となるとともに函嶺洞門バイパスへと交通を切り替えられた。なお、このコースは東京箱根間往復大学駅伝競走（箱根駅伝）のコースでもあり、第91回大会（2015年）から函嶺洞門バイパスにコースが変更となった。

#### 旭橋・千歳橋
1933年（昭和8年）に完成した、鉄筋コンクリート構造の下路式タイドアーチ橋で早川を跨いでおり、旭橋は洋、千歳橋は和をイメージしている。なお、旭橋は鉄筋コンクリート構造のタイドアーチ橋としては国内最大の長さであり、斜めになった構造としても珍しいものである。

## 地理

### 通過する自治体
- 神奈川県
  - 小田原市 - 足柄下郡箱根町
- 静岡県
  - 田方郡函南町

### 交差する道路
神奈川県小田原市早川口交差点から静岡県田方郡函南町箱根峠までを記載
- インターチェンジ =「IC」

| 接続路線名                              | 接続場所 | 接続場所        | 接続場所              | 日本橋 から (km) | 山崎IC から (km) |
| --------------------------------------- | -------- | --------------- | --------------------- | ---------------- | ---------------- |
| 国道1号（平塚・横浜方面）               |          |                 |                       |                  |                  |
| 国道135号・神奈川県道73号小田原停車場線 | 神奈川県 | 小田原市        | 早川口交差点          | 85.2             | -                |
| 国道271号 / 小田原厚木道路              | 神奈川県 | 小田原市        |                       | 86.9             | -                |
| 国道1号 / 西湘バイパス・小田原箱根道路  | 神奈川県 | 小田原市        | 箱根口IC / 風祭交差点 | 87.4             | -                |
| 国道1号 / 小田原箱根道路・箱根新道      | 神奈川県 | 足柄下郡 箱根町 | 山崎IC                | 89.1             | 0.0              |
| 神奈川県道732号湯本元箱根線             | 神奈川県 | 足柄下郡 箱根町 | 三枚橋交差点          | -                | 0.5              |
| 国道138号                               | 神奈川県 | 足柄下郡 箱根町 | 宮ノ下交差点          | -                | 7.2              |
| 神奈川県道732号湯本元箱根線             | 神奈川県 | 足柄下郡 箱根町 |                       | -                | 9.0              |
| 神奈川県道734号大涌谷小涌谷線           | 神奈川県 | 足柄下郡 箱根町 |                       | -                | 9.7              |
| 神奈川県道75号湯河原箱根仙石原線        | 神奈川県 | 足柄下郡 箱根町 | 大芝交差点            | -                | 16.1             |
| 神奈川県道732号湯本元箱根線             | 神奈川県 | 足柄下郡 箱根町 | 畑宿入口交差点        | -                | 16.3             |
|                                         | 神奈川県 | 足柄下郡 箱根町 | 元箱根交差点          | -                | 17.0             |
| 神奈川県道75号湯河原箱根仙石原線        | 神奈川県 | 足柄下郡 箱根町 | 箱根関所南交差点      | -                | 18.7             |
| 神奈川県道737号長尾芦川線               | 神奈川県 | 足柄下郡 箱根町 |                       | -                | 18.9             |
| 国道1号 / 箱根新道                      | 神奈川県 | 足柄下郡 箱根町 | 箱根峠IC              | 102.3            | 20.5             |
| 芦ノ湖スカイライン                      | 神奈川県 | 足柄下郡 箱根町 | 箱根峠交差点          | 102.7            | -                |
| 静岡県道20号熱海箱根峠線                | 静岡県   | 田方郡 函南町   | 箱根峠交差点          | 102.7            | -                |
| 国道1号（沼津・静岡方面）               |          |                 |                       |                  |                  |

### 周辺
- 箱根温泉
- 箱根旧街道
- 箱根関所
- 芦ノ湖
- 箱根登山電車